# Anangula
Anangula (chiamata anche Anagulax, Ananiuliak Anangouliak, Ananulyak) è una piccola isola che fa parte delle Fox, nell'arcipelago delle Aleutine, e appartiene all'Alaska (USA).
L'isola, lunga 2,3 km è separata da Umnak da un canale largo circa 1,5 km, e presenta per lo più un paesaggio di sterile tundra coperta di cenere vulcanica.

## Preistoria
Durante l'ultima glaciazione del Pleistocene, Anangula e la vicina isola di Umnak costituivano la punta di una penisola al confine sud della Beringia coperta dalla coltre di ghiaccio della Cordillera che dominava la parte nord-occidentale del Nord America rendendo l'area inabitabile.
Il primo insediamento umano su Anangula (e la più antica testimonianza conosciuta di attività umana nelle Aleutine) risale a circa 8.400 anni fa, un piccolo villaggio sul lato sud-est dell'isola. Le stime di quanto tempo l'insediamento fu occupato vanno da meno di 100 anni a più di 1.500 anni ed è generalmente accettato che fu abbandonato dopo una grande eruzione del vulcano Okmok, a 70 km a nord-est sull'isola Umnak, che seppellì l'area sotto quasi due metri di ceneri.

## Storia
Nel corso del 1910, Anangula era una delle tante isole Aleutine che il governo degli Stati Uniti popolò di volpi artiche per il commercio delle pellicce. I cacciatori erano per lo più aleuti che vivevano a Nikolski, a circa 7 km a sud, sulla Umnak[12]. In seguito, nel corso del 1930, fu introdotta una popolazione aggiuntiva di conigli per servire da nutrimento alle volpi. Nel 1940, le volpi sono state rimosse a causa dei loro effetti negativi sulle popolazioni autoctone di uccelli marini, anche se i conigli rimangono ancora oggi.
L'isola acquisì una certa importanza nella comunità archeologica con la scoperta del sito preistorico da parte di William S. Laughlin, nel 1938. Più tardi Laughlin intraprese altre spedizioni nel corso del 1950 e 1960 scoprendo ulteriori manufatti e una serie di quattro spedizioni nel 1970-1974 portarono alla luce il sito del villaggio.